# Rebollar (ort)
Rebollar är en ort i Spanien.   Den ligger i provinsen Provincia de Cáceres och regionen Extremadura, i den centrala delen av landet, 190 km väster om huvudstaden Madrid. Rebollar ligger 637 meter över havet och antalet invånare är 222.
Terrängen runt Rebollar är bergig norrut, men söderut är den kuperad. Runt Rebollar är det ganska glesbefolkat, med 40 invånare per kvadratkilometer. Närmaste större samhälle är Jaraíz de la Vera, 16,1 km sydost om Rebollar. Trakten runt Rebollar består i huvudsak av gräsmarker.